# 13123 Tyson
För andra betydelser, se Tyson.
13123 Tyson eller 1994 KA är en asteroid i huvudbältet som upptäcktes den 16 maj 1994 av de båda amerikanska astronomerna Carolyn S. Shoemaker och David H. Levy vid Palomar-observatoriet. Den är uppkallad efter astrofysikern Neil deGrasse Tyson.
Asteroiden har en diameter på ungefär 11 kilometer och den tillhör asteroidgruppen Phocaea.